# 문태종
문태종(文泰鐘, 1975년 12월 1일 ~ )은 대한민국의 전 농구 선수로 미국계 한국인 출신으로 미국 이름은 재러드 캐머런 스티븐슨(영어: Jarod Cameron Stevenson)이며, 2010년 KBL 귀화혼혈선수 드래프트 1순위로 인천 전자랜드 엘리펀츠에 입단하였다. 2011년 7월 21일에 동생 문태영과 함께 대한민국 국적을 취득하였다. 2013년 5월 21일 창원 LG 세이커스 이적을 확정지어 창원 LG 세이커스에서 뛰게 되었다. 이후 2014-2015 시즌 후 FA 자격을 얻어 사인&트레이드로 고양 오리온 오리온스로 이적하였다.  2018시즌 FA로 울산 현대모비스 피버스로 이적했다가 2019시즌 FA에서 은퇴를 선언했다. 동생 문태영 또한 농구 선수이다.

## 경력

### 클럽
- 2010년 ~ 2013년 인천 전자랜드 엘리펀츠
- 2013년 ~ 2015년 창원 LG 세이커스
- 2015년 ~ 2018년 고양 오리온 오리온스
- 2018년 ~ 2019년 5월 울산 현대모비스 피버스